# Grande Prêmio da Espanha de 1981
Resultados do Grande Prêmio da Espanha de Fórmula 1 realizado em Jarama em 21 de junho de 1981. Sétima etapa da temporada, nele o canadense Gilles Villeneuve, da Ferrari, conquistou a última vitória de sua carreira.

## Resumo
A vigésima sexta edição do Grande Prêmio da Espanha entrou para a história como o de menor diferença entre os primeiros que cruzaram a linha de chegada visto que do vencedor ao quinto colocado havia tão somente 1,24 segundo. Foi a última vitória do lendário Gilles Villeneuve e sua Ferrari, muitas vezes considerada como sua obra-prima. Para esta corrida ocorreu a saída de Eliseo Salazar da March para a Ensign em lugar de Marc Surer e a Lotus reatou seu patrocínio com a John Player Special após dois anos.
No treino oficial a pole position foi de Jacques Laffite da Ligier seguido das  Williams de Alan Jones e Carlos Reutemann, mas no dia seguinte o francês errou ao passar a marcha e assim Jones e Reutemann pularam à frente trazendo consigo o canadense Villeneuve que ganhava assim quatro posições no grid após "espremer" Alain Prost e ao final da primeira volta o ferrarista alcançou a vice-liderança. Na 14ª volta Jones saiu da pista e retornou no "fundão" do grid entregando a liderança a Villeneuve que sofreria uma perseguição de Reutemann, mas como o argentino passou por uma falha no câmbio os perseguidores do líder levaram o canadense a exigir mais de seu motor de modo a não ser ultrapassado e a muito custo a vitória ficou com Villeneuve seguido de perto por Laffite, John Watson, Reutemann e de Angelis com Nigel Mansell completando os seis primeiros a uma certa distância.
Esta seria a última corrida em Jarama devido ao fato de a pista ser estreita demais para a Fórmula 1 moderna e atrair um público diminuto. Os espanhóis só voltariam ao calendário mundial em 1986 em Jerez, circuito próximo à cidade de Jerez de la Frontera.
Foi a última vitória de Gilles Villeneuve e a última de um canadense na Fórmula 1 até Jacques Villeneuve no Grande Prêmio da Europa de 1996 em Nürburgring, Alemanha.

## Classificação da prova
| Pos.   | Nº | Piloto                | Construtor      | Voltas | Tempo/Diferença  | Grid | Pontos |
| ------ | -- | --------------------- | --------------- | ------ | ---------------- | ---- | ------ |
| 1      | 27 | Gilles Villeneuve     | Ferrari         | 80     | 1:46:35.01       | 7    | 9      |
| 2      | 26 | Jacques Laffite       | Ligier-Matra    | 80     | + 0.22           | 1    | 6      |
| 3      | 7  | John Watson           | McLaren-Ford    | 80     | + 0.58           | 4    | 4      |
| 4      | 2  | Carlos Reutemann      | Williams-Ford   | 80     | + 1.01           | 3    | 3      |
| 5      | 11 | Elio de Angelis       | Lotus-Ford      | 80     | + 1.24           | 10   | 2      |
| 6      | 12 | Nigel Mansell         | Lotus-Ford      | 80     | + 28.58          | 11   | 1      |
| 7      | 1  | Alan Jones            | Williams-Ford   | 80     | + 56.58          | 2    |        |
| 8      | 22 | Mario Andretti        | Alfa Romeo      | 80     | + 1:00.80        | 8    |        |
| 9      | 16 | René Arnoux           | Renault         | 80     | + 1:07.08        | 17   |        |
| 10     | 23 | Bruno Giacomelli      | Alfa Romeo      | 80     | + 1:13.65        | 6    |        |
| 11     | 21 | Chico Serra           | Fittipaldi-Ford | 79     | + 1 volta        | 21   |        |
| 12     | 20 | Keke Rosberg          | Fittipaldi-Ford | 78     | + 2 voltas       | 15   |        |
| 13     | 33 | Patrick Tambay        | Theodore-Ford   | 78     | + 2 voltas       | 16   |        |
| 14     | 14 | Eliseo Salazar        | Ensign-Ford     | 77     | + 3 voltas       | 24   |        |
| 15     | 28 | Didier Pironi         | Ferrari         | 76     | + 4 voltas       | 13   |        |
| 16     | 17 | Derek Daly            | March-Ford      | 75     | + 5 voltas       | 22   |        |
| NC     | 3  | Eddie Cheever         | Tyrrell-Ford    | 62     | Não classificado | 20   |        |
| Ret    | 25 | Jean-Pierre Jabouille | Ligier-Matra    | 51     | Freios           | 19   |        |
| Ret    | 6  | Hector Rebaque        | Brabham-Ford    | 46     | Câmbio           | 18   |        |
| Ret    | 30 | Siegfried Stohr       | Arrows-Ford     | 43     | Ignição          | 23   |        |
| Ret    | 5  | Nelson Piquet         | Brabham-Ford    | 43     | Acidente         | 9    |        |
| Ret    | 15 | Alain Prost           | Renault         | 28     | Rodou            | 5    |        |
| Ret    | 29 | Riccardo Patrese      | Arrows-Ford     | 21     | Freios           | 12   |        |
| Ret    | 8  | Andrea de Cesaris     | McLaren-Ford    | 9      | Acidente         | 14   |        |
| DNQ    | 4  | Michele Alboreto      | Tyrrell-Ford    |        |                  |      |        |
| DNQ    | 31 | Beppe Gabbiani        | Osella-Ford     |        |                  |      |        |
| DNQ    | 9  | Slim Borgudd          | ATS-Ford        |        |                  |      |        |
| DNQ    | 35 | Brian Henton          | Toleman-Hart    |        |                  |      |        |
| DNQ    | 36 | Derek Warwick         | Toleman-Hart    |        |                  |      |        |
| DNQ    | 32 | Giorgio Francia       | Osella-Ford     |        |                  |      |        |
| Fonte: |    |                       |                 |        |                  |      |        |

## Tabela do campeonato após a corrida
| Pos.   | Piloto            | Pontos |
| ------ | ----------------- | ------ |
| 1      | Carlos Reutemann  | 37     |
| 2      | Alan Jones        | 24     |
| 3      | Nelson Piquet     | 22     |
| 4      | Gilles Villeneuve | 21     |
| 5      | Jacques Laffite   | 17     |
| Fonte: |                   |        |

| Pos.   | Equipe        | Pontos |
| ------ | ------------- | ------ |
| 1      | Williams-Ford | 61     |
| 2      | Ferrari       | 26     |
| 3      | Brabham-Ford  | 25     |
| 4      | Ligier-Matra  | 17     |
| 5      | Lotus-Ford    | 12     |
| Fonte: |               |        |

- Nota: Somente as primeiras cinco posições estão listadas. Entre 1981 e 1990 cada piloto podia computar onze resultados válidos por temporada não havendo descartes no mundial de construtores.